# Claus Pohl
Claus Pohl (* 9. März 1932 in Hamburg) ist ein deutscher Gold- und Silberschmied. Er machte seine Lehre 1950–1954 in Hamburg. Stationen als Geselle waren die Goldschmiedewerkstätten Polders in Kevelaer, Theodor Blume in Hildesheim und Hein Wimmer in Köln. Nach der Meisterprüfung in Aachen 1957 und einiger Zeit als Werkstattleiter bei Theodor Blume machte er sich mit einer Werkstatt in Duisburg 1960 selbständig. Von 1970 bis 1976 unterrichtete er auch an der Gesamthochschule Duisburg.

## Arbeiten
Pohl fertigt Schmuck in Einzelanfertigung, Sakral- und Profangerät. Er arbeitet mit vielfältigen Materialien, neben Gold, Silber und Edelsteinen auch mit Bronze, Messing, Glas, Holz und Email. Zahlreiche Kirchenbauten stattete er mit Tabernakeln, Leuchtern, Kreuzen und Schriftplatten überwiegend im Bronzeguss aus.
- 1962: Tabernakel mit Emailarbeiten, Leuchter; St. Joseph, Duisburg-Wedau, seit 2021 in Tschenstochau[5]
- 1964: Tabernakel, Hängekreuz, Leuchter, Ambonengitter, Vortragekreuz; Pfarrkirche St. Marien, Hamburg
- 1966: Tabernakel, Hängekreuz, Leuchter, Taufdeckel, Votivleuchter, Türgriffe; Pfarrkirche St. Bonifatius, Hamburg-Wilhelmsburg
- 1966: Tabernakel, Taufbecken, Leuchter, Ambo, Sedilen; Pfarrkirche St. Olaf, Hamburg
- 1972: Replik des historischen Zepters der Universität Duisburg[6]
- 1974: Tabernakel, Leuchter; Pfarrkirche St. Jakobus, Hamburg-Lurup
- 1974: Altfridschrein; Essener Dom, Essen
- 1977: Tabernakel, Leuchter, Gitter; Pfarrkirche St. Remigius, Leverkusen
- 1979: Tabernakel, Altar, Ambo, Hängekreuz, Leuchter; Caritas-Seniorenheim St. Elisabeth, Hamburg-Farmsen
- 1984: Zyklus von zehn Kirchenfenstern,[7] Altarkreuz, Türgriffe der Südkapelle, Leuchter;[8] Salvatorkirche, Duisburg
- 1987: Türgriff; Kapelle zum Gedenken an die ehemalige Synagoge, Duisburg[9]
- 1994: Ambo, Taufbecken, Leuchter; Pfarrkirche St. Christophorus, Hamburg-Lohbrügge
- 2000: Bucheinband für ein Evangeliar; Pfarrkirche St. Josef, Kempen[10]
- 2000: Tabernakel, Apostelleuchter, Figurengruppe, Türgriffe; Pfarrkirche St. Marien, Quickborn[11]
- 2010: Reliquiar der Bischöfe Maternus, Liborius und Liudger im Hauptaltar; Essener Dom, Essen[12]

## Auszeichnungen
- 1977: Staatspreis für das Kunsthandwerk Nordrhein-Westfalen[13]
- 1979: Erster Preis im Schmuckwettbewerb „Schätze des Meeres“[14] des Zentralverbands für das Juwelier, Gold- und Silberschmiedehandwerk
- 1980: Benvenuto-Cellini-Preis in Silber des Zentralverbands für das Juwelier, Gold- und Silberschmiedehandwerk